# 北海道道221号塘路厚岸線
北海道道221号塘路厚岸線（ほっかいどうどう221ごう とうろあっけしせん）は、北海道川上郡標茶町と厚岸郡厚岸町を結ぶ一般道道である。

## 概要

### 路線データ
- 起点：北海道川上郡標茶町字塘路（国道391号交点）
- 終点：北海道厚岸郡厚岸町尾幌（国道44号交点）
- 総延長：25.0km

## 歴史
- 1954年（昭和29年）3月30日 - 100号として路線認定[1]。
- 1994年（平成6年）10月1日 - 路線番号を221号に変更[2]。

## 路線状況

### 重複区間
- 厚岸町上尾幌 - 厚岸町尾幌（北海道道1128号厚岸昆布森線）

## 地理

### 通過する自治体
- 釧路総合振興局
  - 川上郡標茶町
  - 厚岸郡厚岸町

### 主な接続道路
標茶町
- 国道391号 - 塘路（起点）
- 国道272号 - 阿歴内原野

厚岸町
- 北海道道1128号厚岸昆布森線 - 上尾幌、尾幌（重複）
- 国道44号 - 尾幌（終点）

### 沿線にある施設など
- 塘路湖（起点付近からおよそ4km近く併走する）